# Sommerskigebiet

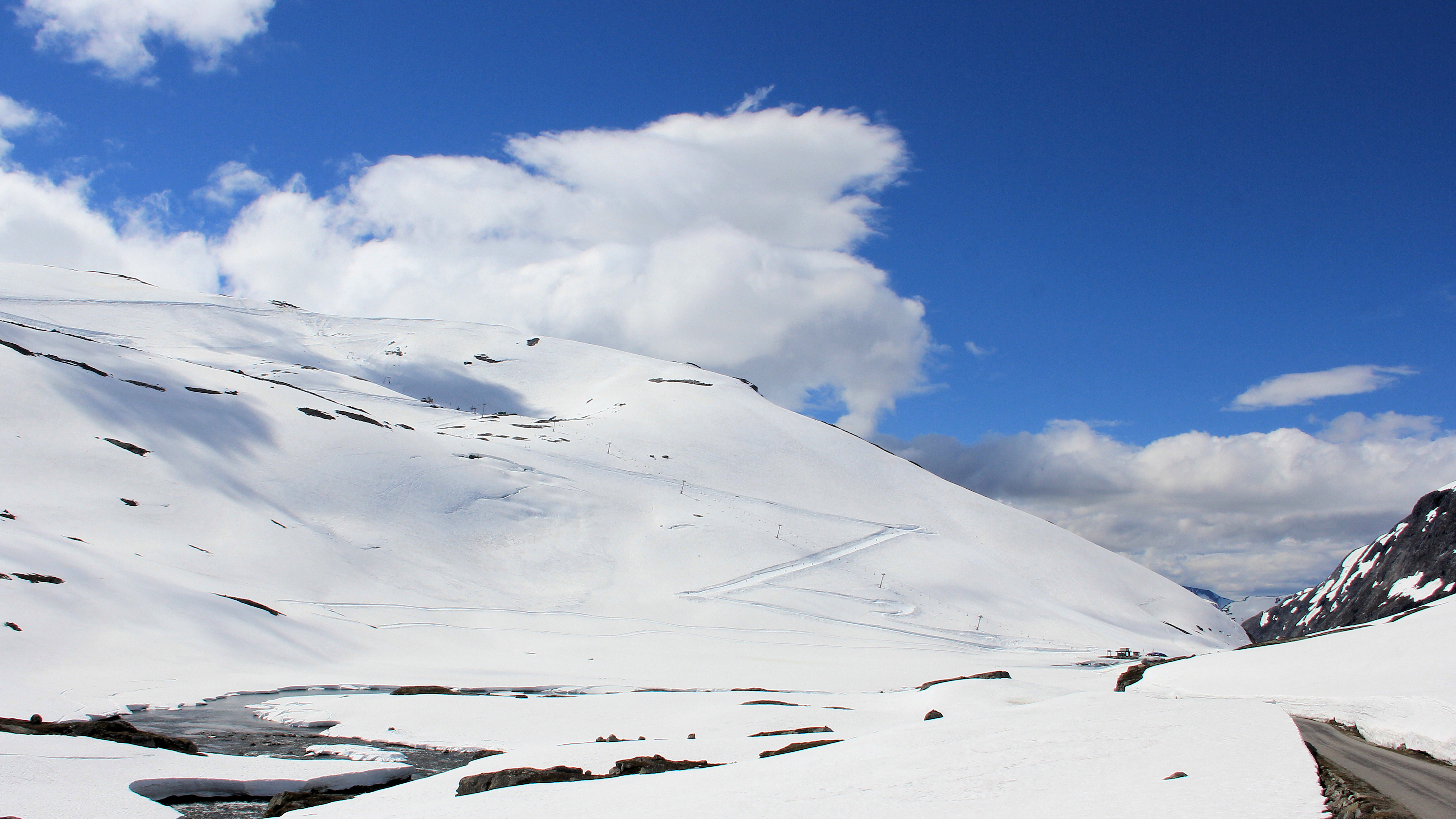
"Stryn Sommerski"; Blick auf das Skigebiet, das nur im Sommer geöffnet ist

Ein Sommerskigebiet (alternative Schreibung: -schi-) ist ein Skigebiet, welches entweder nur im Sommer geöffnet hat oder ein Teil eines normalen Skigebiets ist, wo auch in den Sommermonaten insbesondere auch in den Monaten Juni, Juli und August Skisport betrieben werden kann. Solche Skigebiete befinden sich meistens im Hochgebirge, d. h. über etwa 2500 m, und auf Gletschern. Sie verfügen im Allgemeinen nur über wenige Liftanlagen, sind aber das Herzstück des ganzen Skigebiets. Seit den 1990er Jahren sind die Gletscher in den Alpen stark zurückgegangen, deshalb musste die Mehrzahl der Sommerskigebiete ihren Betrieb einstellen.
Im Winter sind die höchsten Liftanlagen nicht immer in Betrieb. Bei Wolken und Schneetreiben im unteren Bereich können die höchstgelegenen Pisten im Sonnenschein liegen (Inversionswetterlage).
Eine besondere Form von Sommer- bzw. Ganzjahresskigebieten sind Skihallen, die aber in dieser Aufstellung nicht berücksichtigt wurden.

## Technische und Umweltproblematiken
Da sich die meisten Sommerskigebiete auf Gletschern befinden, und sich jene ständig bewegen, findet man in den Sommerskigebieten meistens herkömmliche Skilifte und keine Sesselbahnen. So können die Masten leichter in ihre ursprüngliche Position befördert werden, wenn sie durch die Gletscherbewegungen verschoben wurden.
Umweltprobleme entstehen, weil durch die zurückgehenden Gletscher heute auch fast alle Gletscherskigebiete künstlich beschneit werden. Aber auch dort, wo noch dicke Gletscherschichten vorhanden sind, der Gletscher bearbeitet wird, um beispielsweise Gletscherspalten zuzuschütten oder Übergänge vom Gletscher zum gletscherfreien Gebiet anzugleichen, dort also der sowieso stark zurückgehende Gletscher zusätzlich abgetragen wird.

## Liste von Sommerskigebieten
Die Angaben zu Liften und Pistenkilometern beziehen sich auf den Sommerskibetrieb.
| Name                              | Gletscher                                                                        | Talorte                 | Land                            | Seehöhe in m | Lifte/ Anlagen 1 | Pisten in km | Anmerkung |
| --------------------------------- | -------------------------------------------------------------------------------- | ----------------------- | ------------------------------- | ------------ | ---------------- | ------------ | --- |
| Hintertuxer Gletscher             | Gefrorene-Wand-Kees (Tuxer Ferner), Riepenkees                                   | Hintertux               | Österreich Tir.                 | 2660–3250    | <10              | <20          | Die längste Abfahrt ist 2 km lang und endet direkt vor dem Tuxer Fernerhaus auf 2.660 m. 2024 fand im Hochsommer sechs Wochen kein Skibetrieb statt.                                                                                                |
| Matterhorn glacier paradise       | Theodulgletscher, Aventinagletscher, Furgggletscher, Ghiacciaio di Valtournenche | Zermatt                 | Schweiz VS                      | 2900–3899    | 07               | 21           | Seit 2022 im Hochsommer Skibetrieb nach Schneelage, je nach Schneelage auch in oberen Bereichen von Cervinia Skibetrieb; auch von Cervinia aus per Seilbahn erreichbar, höchstes Skigebiet der Alpen                                                |
| Bergbahnen Saas Fee–Mittelallalin | Feegletscher                                                                     | Saas-Fee                | Schweiz VS                      | 3162–3573    | 05               | 010          | Kein durchgehender Skibetrieb mehr. 2022 kein Sommerskibetrieb. In den letzten Jahren nur noch Öffnung weniger Lifte ab Mitte Juli; Ausbau geplant bis 3850 m; Egginerjoch/Stollenlift 1984, Triftgletscher (Saas-Grund) in den 1990ern eingestellt |
| Stilfser Joch                     | Ebenferner                                                                       | Trafoi und Bormio       | Italien, Lombardei und Südtirol | 2783–3450    | 2/0/4            | 30           | Nur Sommerbetrieb, von Ende Mai bis Anfang November, seit 2022 nicht durchgehend |
| Rifugio 3A Val Formazza           | Siedelgletscher                                                                  | Formazza                | Italien, Piemont                | 2670–3060    | 1                | 5            | Nur vereinzelter Sommerbetrieb, nur zu Fuß erreichbar |
| Val-d’Isère                       | Glacier du Pissailas                                                             | Val-d’Isère             | Frankreich, Savoyen             | 2661–3257    | 2                | 7            | Nur Anfang Juni bis Anfang Juli |
| Tignes                            | Glacier de la Grande Motte                                                       | Tignes                  | Frankreich, Savoyen             | 2726–3471    | 6                | 20           | Ende Juni bis Ende Juli |
| Les Deux Alpes                    | Glacier de Mont-de-Lans und Glacier de la Girose                                 | Mont-de-Lans und Vénosc | Frankreich, Isère               | 2813–3523    | 17               | 26           | Mai bis Anfang Juli |
| Fonna Glacier Resort              | Folgefonna                                                                       | Jondal                  | Norwegen, Vestland              | 1190–1460    | 1                | 9            | Mitte April-Ende Juli |
| Stryn Sommerski                   | Jostedalsbreen                                                                   | Stryn                   | Norwegen, Vestland              | 1060–1570    | 2                | 10           | Mitte Mai-Mitte Juli |
| Galdhøpiggen Sommerskisenter      | Styggebreen, Galdhøpiggen                                                        | Bøverdalen, Lom         | Norwegen, Innlandet             | 1840–2190    | 1                | 5            | Mitte Mai-Ende September |

1 Gondeln/Sessellifte/Schlepplifte; wenn nur eine Zahl angegeben ist: insgesamt
2 hier teils nur Maximalhöhe angegeben, Talabfahrten und Bergraum je nach Schneelage offen (Spalte sortiert sich nach Berghöhe)
Quelle: 

## Liste von ehemaligen Sommerskigebieten in den Alpen
- LAAX, eingestellt 1992
- Bergbahn Titlis, eingestellt 2006
- St. Moritz/Corvatsch, eingestellt 1993
- St. Moritz/Diavolezza, eingestellt 1998
- 4 Vallées–Mont Fort, eingestellt 1999, erneut 2013
- Crans-Montana, nur 2016
- Glacier 3000 zwischen Gstaad und Les Diablerets, eingestellt 2004
- Marmolata-Gletscher, eingestellt 2007[6]
- Cortina d’Ampezzo/Tofana, nur 2013
- Cortina d’Ampezzo/Monte Cristallo, eingestellt in den 80ern (?)
- Presena Gletscher–Tonalepass, eingestellt 2008[6]
- Pitztaler Gletscher, eingestellt 1993
- Kaunertaler Gletscher (Kaunertaler Gletscherbahn), eingestellt 2000
- Skigebiet Sölden/Ötztal, eingestellt 2006
- Der Dachstein (Dachsteingletscher), eingestellt ? (März 2023 Abbau der Schlepplifte)
- Hochjochferner (Schnalstaler Skigebiet), eingestellt 2012
- Stubaier Gletscher, Sommerbetrieb eingestellt 2003[7]
- Gletscherbahn Kaprun/Kitzsteinhorn, Sommerbetrieb eingestellt 2023 (zuvor nur ein Lift (sog. Schneerutschfeld))
- Mölltaler Gletscher, Sommerbetrieb eingestellt 2022
- Glacier de la Girose/La Grave, den einen Schlepplift eingestellt 2022
- Alpe d’Huez/Glacier de Sarenne, Sommerskibetrieb eingestellt 2022[8]
- Monterosa/Macugnaga, Sommerskibetrieb des einen Schleppliftes nach 2010 eingestellt, danach noch sporadisch bei guter Schneelage bis August (u. a. 2024)
- La Clusaz, manchmal im Juni (u. a. 2021 und 2022)
- Sella Nevea, sporadisch im Juni und Juli
- Andermatt, nur im Juli 2024[9]